# Мілдьюра
Мілдьюра (англ. Mildura) — це обласне місто у штаті Вікторія (Австралія). Місто знаходиться на березі річки Муррей. Відстань до Мельбурна: 550 км, до Аделаїди: 400 км.

## Демографія
82,8 % жителів Мілдьюрею народилися в Австралії. З тих, хто народився за кордоном: Англія (1,5 %), Італія (1,4 %), Туреччина (1,4 %), Нова Зеландія (1,1 %), Греція (0,5 %).

## Клімат
Клімат в Мілдьюрі напів-посушливий. У місті спекотне літо та холодна зима.